# Fakulteta za nadaljnje izobraževanje v Moskvi
Fakulteta za nadaljnje izobraževanje v Moskvi (rusko Факультет дополнительного образования МГУ) je javna fakulteta in deluje v sklopu Moskovske državne univerze; ustanovljena je bila leta 1999.